# Spencer Brownstone Gallery
La Galerie Spencer Brownstone, spécialisée dans l'art conceptuel et l'art post-conceptuel, représente un ensemble d'artistes émergents du monde entier. Les expositions incluent des installations, des photographies, peintures, sculptures et vidéos.

## Historique
En 1998, Spencer Brownstone fonde la Spencer Brownstone Gallery au cœur de SoHo, New York - au 39 Wooster St.

## Salons d'Art Contemporain
- Art Basel - Bale
- Art Basel Miami Beach - Miami
- Armory Show - New York
- Frieze - Londres

## Artistes représentés
- Skip Arnold
- Fred Eerdekens
- Ian Burns
- Jeff Gabel
- Goldiechiari
- Anna Galtarossa
- Seamus Harahan
- Lori Hersberger
- Stefan Hirsig
- Zilvinas Kempinas
- Mathieu Mercier
- Olivier Mosset
- Ariel Orozco
- Sven Påhlsson
- Jaime Pitarch
- Jane South
- Martin Wohrl